# Hard
Hard är en ort och kommun i distriktet Bregenz i förbundslandet Vorarlberg i Österrike. Kommunen ligger vid floden Rhens utlopp i Bodensjön. 